# Аннин
Аннин (рос. Аннын) — річка в Російській Федерації, що протікає в Мурманській області. Права притока річки Ура. Довжина — 14 км.